# 宜蘭縣立興中國民中學
宜蘭縣立興中國民中學，简称興中國中，是台湾宜蘭縣五結鄉的縣立國民中學，位於中正東路50號，2018年爆發反廢校抗爭而知名。

## 學校沿革
1967年九月，「五結初級中學二結分部」創校，借用學進國小禮堂上課。
1968年六月，蔣中正政府實施九年國民教育，五結中學二結分部奉准獨立設校，呂天降先生為籌備處主任，隨即覓定現址興建自有校舍。
1970年八月，湯行知先生為興中國中首任校長。
1975年八月，吳顯祺先生接掌該校校長，極力爭取補助款增建涵英樓。
1996年三月，張炎輝先生接掌該校校長，倡導推動各項教育，促進校內學生社團蓬勃發展，舉辦社區化教育，更著手辦理校園整體規劃工作。

## 廢校風波
2018年5月19日，宜蘭縣政府表示，受少子化影響，宜蘭縣74所國小及26所國中同步評估合併或停止辦學，106學年度興中國中符合停辦條件；預定2019年7月前完成興中國中停止辦學前置作業、職員遷調、學區調整、學生轉學，2019年7月31日興中國中停止辦學。興中國中學生家長與五結鄉地方人士組成「搶救興中國中自救會」，反對興中國中停辦。
2018年5月20日，宜蘭縣教師職業工會表示，依據宜蘭縣政府訂定發布之《宜蘭縣國民中小學合併停辦及轉型準則》，興中國中排序應在前50%；若連興中國中都要停辦，是否意味宜蘭縣學校將走上大規模合併或停辦之路。宜蘭縣二結社區發展協會理事長簡基成質疑，近日宜蘭縣立慈心華德福教育實驗高級中等學校到五結鄉公所舉行辦學簡報，宜蘭縣政府停辦興中國中是為了將校舍撥給慈心華德福高中使用；宜蘭縣政府教育處否認此說。
2018年5月20日，時代力量宜蘭縣議員參選人林正芳表示，宜蘭縣學校合併或停止辦學的作業模式已行之有年，在各項指標數字以下的學校先改為分校、再改為分班，事緩則圓；宜蘭縣政府不依既有作業模式，命令興中國中一年內停辦，沒有任何正面意義。時代力量宜蘭黨部呼籲大家認真思考，未經民選的宜蘭縣代理縣長陳金德是否能作出「關閉興中國中」這麼重要的決策。
2018年5月21日，興中國中家長會副會長張元韋質疑，宜蘭縣政府停辦興中國中，事前完全沒有任何消息傳出，等知道的時候已經要辦廢校說明會了，而且外傳停辦原因是要將校舍撥給慈心華德福高中使用，宜蘭縣政府「黑箱作業、利益輸送」。興中國中教務主任黃琡雅說，興中國中一直都很努力，沒想到宜蘭縣政府一紙公文就說要停辦。慈心華德福高中發出聲明稿澄清，所有校務推動皆以配合宜蘭縣政府教育政策推動為前提，從無介入他校發展的決策。宜蘭縣政府教育處原定本日傍晚在興中國中舉辦教職員說明會，但因聽聞將有各種外部因素干擾，臨時取消。宜蘭縣政府教育處副處長林麗玲說，依據《宜蘭縣國民中小學合併停辦及轉型準則》，在班級數、每名學生教育成本偏高、校地附近還有其他國中（宜蘭縣立五結國民中學與宜蘭縣立利澤國民中學）等方面，興中國中都符合停辦規定。
2018年5月22日，中國國民黨宜蘭縣議員吳秋齡批評，宜蘭縣政府教育處宣稱是依《公立國民小學及國民中學合併或停辦準則》與《宜蘭縣國民中小學合併停辦及轉型準則》啟動興中國中停止辦學專案評估等作業程序，但「評估報告今年3月初出爐，《轉型準則》3月27日才修正通過」，是先射箭再畫靶。無黨籍宜蘭縣議員陳傑麟表示，宜蘭縣政府教育處明顯違法，「教育不能用成本效益衡量」。宜蘭縣政府教育處處長陳正華先是解釋「預先作業」，後來改口稱評估報告4月才出爐。
2018年5月28日，全國教師工會總聯合會副秘書長羅德水批評，宜蘭縣政府研議興中國中停止辦學，並未考量政府對學校教育的責任、公立學校的任務、學校辦學品質與學生學習成效。
2018年6月11日，監察委員王美玉赴五結鄉，與搶救興中國中自救會座談。搶救興中國中自救會召集人林奠鴻說，興中國中停辦應由地方、校方發動，但宜蘭縣政府教育處沒有經過此程序就說要停辦，興中國中是鄉下學校，家長實在沒有能力讓孩子跨區就讀。王美玉表示，她將受理搶救興中國中自救會陳情，發公文請宜蘭縣政府說明，檢視是否符合程序正義。陳正華表示，他能保證本年底之前不會啟動興中國中停辦程序，所謂的「啟動停辦」是要組成專案評估小組才算數，即使大家都同意停辦，最快也要等到108學年度才會停辦。
2018年6月30日，林麗玲說，興中國中是否如期停辦，宜蘭縣政府教育處還在評估，「只是把評估日期延長」。
2018年7月3日，宜蘭縣教師職業工會表示，近日宜蘭縣政府希望興中國中搬遷現有圖書室，擬移由新成立的宜蘭縣實驗教育創新育成中心進駐；興中國中目前無閒置教室空間，宜蘭縣政府應該重新檢視縣內各學校餘裕空間，為實驗教育創新育成中心另尋合適辦公地點。興中國中證實，宜蘭縣政府要在3間教室大的閱覽室設立宜蘭縣實驗教育創新育成中心，由於校產是縣府的，校方無法拒絕。
2018年7月19日，利澤國中退休校長鄭文嵐發文，抨擊宜蘭縣政府要將興中國中一棟大樓撥給慈心華德福高中使用，質疑陳金德因與慈心華德福高中創辦人張純淑有師生關係而獨厚慈心華德福高中，並譏諷陳金德是「宜蘭王」。
2018年7月24日，陳金德在宜蘭縣政府縣務會議裁示，興中國中剩下6個班級加1個資源班，興中國中現有校舍的空間是足夠，請興中國中在開學前將行政大樓騰出來撥給慈心華德福高中使用。同日，興中國中發布新聞稿表示，宜蘭縣政府於2018年6月28日以一紙公文強取興中國中圖書館，已經嚴重影響學生受教權；如今宜蘭縣政府再次肆意徵用興中國中校舍空間，不溝通、不協調，更無任何配套措施。
2018年7月25日，宜蘭縣教師職業工會表示，興中國中目前確無閒置教室空間，應非宜蘭縣實驗教育創新育成中心、慈心華德福高中不當增班後教室之首選位置；宜蘭縣政府應該重新檢視縣內各學校餘裕空間，為興中國中學生留下一個安心的學習環境。
2018年7月29日，宜蘭縣家長會長協會與宜蘭縣家長協會前往興中國中了解校舍空間後發表聲明稿表示，陳金德在宜蘭縣政府縣務會議裁示興中國中行政大樓1至2樓撥給慈心華德福高中使用，但他們實地了解興中國中校舍空間配置情形後認為這是行不通的。
2018年7月30日，民主進步黨宜蘭縣議員沈德茂、民主進步黨五結鄉鄉長參選人林文彬、無黨籍宜蘭縣縣長參選人林信華、時代力量全體宜蘭縣議員參選人、前宜蘭縣政府教育處處長呂健吉公開聲援搶救興中國中自救會，反對宜蘭縣政府將興中國中行政大樓撥給慈心華德福高中。興中國中家長會會長曾柏瀧說，宜蘭縣政府教育處對興中國中的承諾皆跳票。搶救興中國中自救會召集人林奠鴻說，宜蘭縣政府有意將興中國中行政大樓撥給慈心華德福高中使用，決策過程過於粗糙與蠻橫。同日，宜蘭縣政府發布新聞稿表示，興中國中校舍議題「經由人民團體鼓吹，加上選舉效應，將學生推上街頭」；活化校園及共享資源是興中國中避免少子化導致學生數逐年降低的方法，如果興中國中拒絕改變，因學生不足而被迫關閉，才是最大的傷害。
2018年7月31日，興中國中家長會發布新聞稿表示，宜蘭縣政府新聞稿把興中國中當成敵人，內容充滿汙衊與攻擊，也完全抹煞興中國中的努力；很多要投入選舉的人「藉機造勢」，但搶救興中國中自救會堅持沒讓他們「拿麥克風」，保持抗爭的主體性和單純性；宜蘭縣政府新聞稿所稱「將學生推上街頭」，事實是興中國中學生們討論後決定自主到羅東藝穗節展開快閃活動請民眾連署搶救母校，與校方無關。宜蘭縣政府表示，原定8月1日成立的宜蘭縣實驗教育創新育成中心「暫緩」進駐興中國中，宜蘭縣實驗教育創新育成中心8月1日先在宜蘭縣立東光國民中學掛牌再說。陳金德表示，慈心華德福高中多年來缺乏教室，慈心華德福高中是很多家長千辛萬苦要送孩子入學的學校，興中國中行政大樓撥給慈心華德福高中是讓五結鄉多了一所風評很好的高中，請五結鄉地方人士不必用二分法來鬥爭宜蘭縣政府或他個人。
2018年8月1日，宜蘭縣政府邀請興中國中家長會面談。2018年8月2日，興中國中家長會發布新聞稿表示，經過1小時多的面談，陳金德仍堅持把興中國中行政大樓撥給慈心華德福高中使用，「結果還是回到原點」，唯一的「小收穫」是陳金德允諾擇期到興中國中勘查校地使用狀況。
2018年8月3日，陳金德表示，宜蘭縣政府將改為僅撥用興中國中行政大樓2至3樓給慈心華德福高中，讓興中國中保有主體性，也能提供足夠空間給慈心華德福高中使用。興中國中家長會指出，在不同教學體制、興中國中2棟行政大樓過近、家庭經濟環境有明顯差別等問題未解決前，一旦將興中國中行政大樓撥給慈心華德福高中使用，都可能會對興中國中學生產生負面影響，甚至嚴重衝擊興中國中日後招生，與直接宣布興中國中廢校沒有兩樣；宜蘭縣政府應該撥用一塊土地，讓慈心華德福高中自行興建校舍，避免淪為「搶他人校園」的罵名。
2018年8月6日，搶救興中國中自救會、興中國中學生及家長、興中國中教師、五結鄉地方人士、各聲援團體約300人於宜蘭縣政府大門靜坐抗議，高喊「自己的學校自己救」捍衛興中國中教學環境。宜蘭縣政府教育處副處長接見抗議群眾，但群眾認為教育處副處長層級太低，群眾甚至揚言要衝入宜蘭縣政府找陳金德，最後改由教育處處長陳正華接下抗議信。抗議群眾轉往宜蘭縣議會陳情，無黨籍宜蘭縣議會副議長林棋山表示，宜蘭縣政府不應該讓慈心華德福高中不斷擴充校舍，慈心華德福高中校舍不足的問題應該有一套徹底的處理方式。宜蘭縣議會通過臨時動議，請宜蘭縣政府暫緩撥用興中國中校舍，也請宜蘭縣政府撤回中興文化創意園區賣地案。
2018年8月14日，宜蘭縣議會實地勘察興中國中校舍使用現況，並要求宜蘭縣政府進行專案報告。宜蘭縣政府秘書長邵治綺與宜蘭縣政府教育處處長陳正華到場，陳金德以身體不適就醫為由向宜蘭縣議會請假未到場，宜蘭縣副縣長余聯興亦未到場。慈心華德福高中沒有派人出席，僅透過聲明稿表示尊重宜蘭縣政府及宜蘭縣議會會勘後的決議。現場出現多位刑警蒐證，中國國民黨宜蘭縣議員黃定和、中國國民黨宜蘭縣議員陳鴻禧、民主進步黨宜蘭縣議員沈德茂痛批此舉是不尊重議會。主持會勘的宜蘭縣議會議長陳文昌表示，希望宜蘭縣政府慎重處理興中國中校舍事件，以創造三贏。
2018年8月16日，宜蘭縣政府發出公文，將興中國中部分校舍之管理機關變更為宜蘭縣政府，要求興中國中於8月20日以前完成行政大樓2至3樓之搬遷及點交；這是台灣教育史上第一個縣市政府接管學校校舍事件。
2018年8月17日，《葛瑪蘭新聞網》披露本月16日宜蘭縣政府發給興中國中的公文，內文提到：「本府前函請貴校協助將餘裕空間調整，騰出行政大樓2、3樓及涵英樓1樓檔案室等空間；惟貴校仍不遵從主管機關指示。本府將逕依《宜蘭縣縣有財產管理自治條例》第7條規定，將前述空間管理機關指定變更為『宜蘭縣政府』，並自本月20日接管；請於該日前完成搬遷點交，俾本府活化使用。」《葛瑪蘭新聞網》報導，宜蘭縣政府高層透露，宜蘭縣政府收回興中國中餘裕空間之後，不會給慈心華德福高中使用，原則上考慮給宜蘭縣實驗教育創新育成中心與宜蘭縣樹藝景觀所作為辦公處所。
2018年8月20日，宜蘭縣政府秘書長邵治綺與宜蘭縣政府教育處人員會勘點交興中國中校舍，會勘結束後，宜蘭縣羅東地政事務所完成興中國中行政大樓2至3樓管理機關變更為宜蘭縣政府。宜蘭縣政府教育處人員會勘拍照時，宜蘭縣教師職業工會理事長鄭祺怡全程錄影並大罵「宜蘭還是民主聖地嗎」、「這是我們的國家嗎」。邵治綺說，興中國中配合宜蘭縣政府整理餘裕空間是好的開始，宜蘭縣政府會給出更多時間給興中國中搬遷清空，未來盼逐步按照計畫搬遷。興中國中表示，近年來陸續提供空間給社區使用，也早已有2間教室給宜蘭縣政府當檔案室與儲放救生包，並非沒有配合釋出餘裕空間；目前頂多只有3間教室空間，宜蘭縣政府卻一口氣拿走2個樓層。邵治綺要求興中國中校長李俊緯在會勘紀錄簽名結案，李俊緯拒絕簽名，邵治綺一行人在興中國中待了20分鐘就匆匆離去，邵治綺表示「今天是來校勘察，而非點交、接管」。《葛瑪蘭新聞網》採訪主任林周龍暗批，陳金德是宜蘭縣實施地方自治四十餘年來「最強勢執政者」，邵治綺在眾目睽睽之下說謊。
2018年8月21日，宜蘭縣政府教育處在宜蘭縣政府縣務會議進行專案報告，陳金德下令調查議處李俊緯拒絕簽名一事；宜蘭縣家長會長協會、宜蘭縣家長協會、宜蘭縣教師職業工會、宜蘭縣中小學校長協會發表聯合聲明指出，宜蘭縣政府貿然以公權力威逼興中國中移交校舍與變更管理機關之登記，引發興中國中教師、學生及家長恐慌，絕非正常且適切的手段。
2018年8月21日，呂健吉表示，依據《宜蘭縣縣有財產管理自治條例》，學校土地所有權是登記在學校名稱而非宜蘭縣政府，廢校才會登記在宜蘭縣政府名下；興中國中並未廢校，宜蘭縣政府卻偷偷把興中國中校地及其地上物過戶到自己名下，此種行徑與搶劫無異。
2018年8月22日，監察院網站發出新聞稿：針對興中國中校舍爭議，監察委員王美玉已申請自動調查。
2018年12月6日，針對興中國中校舍爭議，監察院內政及少數民族委員會、教育及文化委員會聯席會議通過並公布監察委員王美玉、仉桂美提案，糾正宜蘭縣政府。提案指出：
1. 國民中小學使用中之校地及校舍如有活化及供公益使用之必要，應依教育部國民及學前教育署訂定之《公立國民中學及國民小學校園（舍）空間多元活化注意事項》及宜蘭縣政府訂定之《宜蘭縣立國民中小學校園餘裕空間活化實施要點》辦理；宜蘭縣政府捨此不為，直接援引《宜蘭縣縣有財產管理自治條例》，要求興中國中點交圖書館及教師使用中之辦公廳舍，並變更管理機關，漠視教育部指示及宜蘭縣議會決議，罔顧學生受教權。
2. 宜蘭縣政府依陳金德指示，要求前興中國中校長楊乃光接任宜蘭縣立蘇澳國民中學校長後仍須續留興中國中執行搬遷作業，又以李俊緯不配合提出搬遷計畫為由將李俊緯移送宜蘭縣校長成績考核委員會調查懲處，未尊重校長權責，實有濫用監督權之虞，有重大違失。
3. 宜蘭縣政府允許慈心華德福高中年年增班及改制，卻長期漠視其校舍及校地不足之問題；宜蘭縣政府原規劃使用興中國中校園餘裕空間供慈心華德福高中第二校區之用，亦明顯不符需求，衍生地方抗爭及教學干擾之疑慮，有欠妥適，應儘速檢討改進。[35]

## 外部連結
- 宜蘭縣立興中國民中學（页面存档备份，存于）
- 宜蘭縣立興中國民中學的Facebook專頁